# Nyctobrya amasina
Nyctobrya amasina is een vlinder uit de familie uilen (Noctuidae). De wetenschappelijke naam is voor het eerst geldig gepubliceerd in 1931 door Draudt.
De soort komt voor in Europa.